# Lézigneux
Lézigneux là một xã trong tỉnh Loire miền trung nước Pháp.